# Le ragazze di piazza di Spagna
Le ragazze di piazza di Spagna è un film del 1952 diretto da Luciano Emmer.

## Trama
Tre ragazze di estrazione popolare lavorano come sarte presso un'importante casa di moda romana. Il loro obiettivo è quello di sposarsi e il lavoro è solo un mezzo per farsi la dote nel modo più veloce.
Marisa è bella e slanciata e grazie al suo aspetto le viene offerto di fare la modella. Nonostante il parere contrario del padre e del burbero fidanzato Augusto, ma con la complicità della madre, accetta e scappa di casa per non lasciarsi sfuggire questa opportunità. Elena è fidanzata con Alberto, un ragioniere schivo che tiene molto alla propria onorabilità. Proprio per questa ragione decide di lasciarla quando viene a sapere che il ferroviere Vittorio si offre di sposare la madre di lei, perché entrambi vedovi. Lucia, ossessionata dalla bassa statura di un amico fantino, è alla ricerca di un fidanzato molto alto.
Entra poi nelle loro vite un tassista che le osserva ogni giorno da lontano, invaghito di una delle tre. Il tutto è narrato da un giovane professore che segue le loro giornate con curiosità.